# Chen Po-liang
Chen Po-liang (chinois simplifié : 陳柏良 ; chinois traditionnel : 陈柏良 ; pinyin : Chén Bǎiliáng), né le 11 août 1988, est un footballeur international taïwanais qui évolue au poste de milieu de terrain en Chinese Super League en faveur du club de Qingdao West Coast.

## Biographie

### Carrière en club
Chen évolue aux avant-postes dès son plus jeune âge. Il termine meilleur buteur du championnat national de futsal en 2003, avec un total de 28 buts, inscrits pour l'équipe de la Minzu Junior High School de Kaohsiung. En 2006, il reçoit le soulier d'Or de la Ligue de football universitaire, alors qu'il joue en faveur du Taiwan Sports University. Sur les conseils du professeur Chao-Jung-jui, il prend part à plusieurs essais au Japon, avec des équipes comme celle de l'Université Chūkyō, les Yokohama F·Marinos, le FC Gifu et le FC Kariya.
En août 2010, la fédération taïwanaise suspend Chen en raison de son transfert au Taiwan Power Company F. C., une décision révoquée par la suite.
Il rejoint la formation hongkongaise du TSW Pegasus FC le 21 janvier 2011. Il aide l'équipe à terminer troisième lors de la saison 2010-2011. En une demi-saison, il parvient à inscrire trois buts et quitte le club pour rentrer dans son pays en juin 2011, afin de rejoindre l'équipe du Taipower FC.
Avec Taipower, il remporte la Coupe du président de l'AFC 2011 en s'illustrant lors de la finale, où il inscrit un but et délivre une passe décisive. Il s'agit du tout premier trophée international pour une formation de Taïwan. Chen Po-Liang est élu meilleur joueur de la compétition,.
Le 2 décembre 2011, Chen est annoncé au Beijing Baxy & Shengshi FC mais s'engage finalement avec une autre équipe chinoise, Shenzhen Ruby, où il signe un contrat en février 2012.
En décembre 2013, le joueur est transféré en Chinese Super League au Shanghai Greenland Shenhua.
Le 11 février 2015, il rejoint une autre équipe de Chinese Super League, Hangzhou Greentown.

### Carrière internationale
Chen est nommé capitaine de l'équipe nationale en août 2009. Il est le plus jeune capitaine de l'histoire de l'équipe nationale. Le 25 août 2009, en Coupe d'Asie de l'Est, il inscrit un doublé contre Guam, un match finalement remporté 4 buts à 2.
Lors des éliminatoires de la Coupe du monde 2014, le 29 juin 2011, Chen Po-Liang marque le but taïwanais face à la Malaisie, un match perdu 2-1. Lors de la rencontre retour, à Taipei, il marque à nouveau sur penalty avant d'en manquer un second. Taïwan s'impose 3-2 mais est éliminé selon la règle des buts marqués à l'extérieur. Chen présente ses excuses aux supporters présents ce jour-là au Stadium municipal de Taipei,.

## Buts internationaux
| #   | Date              | Stade                                              | Adversaire     | Résultat | Compétition                                         |
| --- | ----------------- | -------------------------------------------------- | -------------- | -------- | --------------------------------------------------- |
| 1.  | 17 juin 2007      | Estadio Campo Desportivo, Taipa, Macao             | Guam           | 10–0     | Qualifications pour la Coupe d'Asie de l'Est 2008   |
| 2.  | 17 juin 2007      | Estadio Campo Desportivo, Taipa, Macao             | Guam           | 10–0     | Qualifications pour la Coupe d'Asie de l'Est 2008   |
| 3.  | 24 juin 2007      | Estadio Campo Desportivo, Taipa, Macao             | Macao          | 7–2      | Qualifications pour la Coupe d'Asie de l'Est 2008   |
| 4.  | 4 avril 2008      | Zhongshan Soccer Stadium, Taipei, Taïwan           | Guam           | 4–1      | Qualifications pour l'AFC Challenge Cup 2008        |
| 5.  | 27 mai 2008       | Stade Jawaharlal Nehru, Chennai, Inde              | Inde           | 2–2      | Match amical                                        |
| 6.  | 8 avril 2009      | Sugathadasa Stadium, Colombo, Sri Lanka            | Brunei         | 5–0      | Qualifications pour l'AFC Challenge Cup 2010        |
| 7.  | 8 avril 2009      | Sugathadasa Stadium, Colombo, Sri Lanka            | Brunei         | 5–0      | Qualifications pour l'AFC Challenge Cup 2010        |
| 8.  | 8 avril 2009      | Sugathadasa Stadium, Colombo, Sri Lanka            | Brunei         | 5–0      | Qualifications pour l'AFC Challenge Cup 2010        |
| 9.  | 25 août 2009      | Stade national, Kaohsiung, Taïwan                  | Guam           | 4–2      | Second tour de la Coupe d'Asie de l'Est 2010        |
| 10. | 25 août 2009      | Stade national, Kaohsiung, Taïwan                  | Guam           | 4–2      | Second tour de la Coupe d'Asie de l'Est 2010        |
| 11. | 9 octobre 2010    | Stade national, Kaohsiung, Taïwan                  | Macao          | 7–1      | Long Teng Cup 2010                                  |
| 12. | 10 février 2011   | Stade national, Kaohsiung, Taïwan                  | Laos           | 5–2      | Qualifications pour l'AFC Challenge Cup 2012        |
| 13. | 16 février 2011   | New Laos National Stadium, Vientiane, Laos         | Laos           | 1–1      | Qualifications pour l'AFC Challenge Cup 2012        |
| 14. | 29 juin 2011      | Stade national Bukit Jalil, Kuala Lumpur, Malaisie | Malaisie       | 1–2      | Éliminatoires de la Coupe du monde 2014 : zone Asie |
| 15. | 3 juillet 2011    | Stade municipal de Taipei, Taipei, Taïwan          | Malaisie       | 3–2      | Éliminatoires de la Coupe du monde 2014 : zone Asie |
| 16. | 30 septembre 2011 | Stade national, Kaohsiung, Taïwan                  | Macao          | 3–0      | Long Teng Cup 2011                                  |
| 17. | 2 juin 2016       | Stade national, Kaohsiung, Taiwan                  | Cambodge       | 2–2      | Éliminatoires de la Coupe d'Asie des nations 2019   |
| 18. | 9 novembre 2016   | Stade Mong Kok, Hong Kong                          | Hong Kong      | 2–4      | Second tour de la Coupe d'Asie de l'Est 2017        |
| 19. | 26 mars 2017      | Stade municipal de Taipei, Taipei, Taïwan          | Turkménistan   | 1–3      | Éliminatoires de la Coupe d'Asie des nations 2019   |
| 20. | 5 octobre 2017    | Stade municipal de Taipei, Taipei, Taïwan          | Mongolie       | 4–2      | Match amical                                        |
| 21. | 5 octobre 2017    | Stade municipal de Taipei, Taipei, Taïwan          | Mongolie       | 4–2      | Match amical                                        |
| 22. | 10 octobre 2017   | Stade municipal de Taipei, Taipei, Taïwan          | Bahreïn        | 2–1      | Éliminatoires de la Coupe d'Asie des nations 2019   |
| 23. | 14 novembre 2017  | Sport toplumy, Balkanabat, Turkménistan            | Turkménistan   | 1–2      | Éliminatoires de la Coupe d'Asie des nations 2019   |
| 24. | 4 décembre 2017   | Stade municipal de Taipei, Taipei, Taïwan          | Timor oriental | 3–1      | Tournoi international de la CTFA                    |
| 25. | 27 mars 2018      | Stade municipal de Taipei, Taipei, Taïwan          | Singapour      | 1–0      | Éliminatoires de la Coupe d'Asie des nations 2019   |

## Palmarès
Trophées collectifs
- Vainqueur de la Coupe du président de l'AFC 2011
- Vainqueur du championnat de Taïwan 2010

Récompenses individuelles
- Meilleur buteur du championnat de Taïwan : 2008 et 2010[21]
- Meilleur joueur du championnat de Taïwan : 2008
- Meilleur joueur de la Coupe du président de l'AFC 2011[12]